# Хоста (река)
Хо́ста — река в Хостинском районе городского округа Сочи Краснодарского края России.
Образуется при слиянии рек Большая (Восточная) Хоста и Малая (Западная) Хоста на высоте 39,4 м над уровнем моря, обе берут начало на южном склоне Большого Кавказа. Впадает в Чёрное море близ мыса Видный. В долине реки располагается Хоста — микрорайон Большого Сочи. Длина реки составляет 4,7 км, площадь водосборного бассейна — 96,2 км².
На правом берегу Хосты расположен филиал Кавказского биосферного заповедника — Тисо-самшитовая роща, а также Хостинская крепость.

## Данные водного реестра
По данным государственного водного реестра России и геоинформационной системы водохозяйственного районирования территории РФ:
- Бассейновый округ — Кубанский;
- Речной бассейн — Реки бассейна Чёрного моря;
- Водохозяйственный участок — Реки бассейна Чёрного моря от западной границы бассейна реки Шепси до реки Псоу (граница РФ с Абхазией);
- Код водного объекта — 06030000312109100000738[2].